# Бентон (Ајова)
Бентон (енгл. Benton) град је у америчкој савезној држави Ајова. По попису становништва из 2010. у њему је живело 41 становника.

## Демографија
Према попису становништва из 2010. у граду је живело 41 становника, што је 1 (2,5%) становника више него 2000. године.
| Група             | 2000.      | 2010.      |
| Белци             | 39 (97,5%) | 39 (95,1%) |
| Афроамериканци    | 0 (0,0%)   | 0 (0,0%)   |
| Азијати           | 0 (0,0%)   | 0 (0,0%)   |
| Хиспаноамериканци | 1 (2,5%)   | 2 (4,9%)   |
| Укупно            | 40         | 41         |